# 马纳科尔
马纳科尔（西班牙语）是西班牙巴利阿里群岛的一个市镇。总面积260平方公里，总人口31255人（2001年），人口密度120人/平方公里。